# Babá (político)
João Batista Oliveira de Araújo, mais conhecido como Babá (Faro, Pará, 31 de outubro de 1953), é um engenheiro, professor universitário e político brasileiro. Foi um dos fundadores do Partido Socialismo e Liberdade (PSOL) e vereador do Rio de Janeiro. Atualmente é professor da Universidade Federal do Rio de Janeiro (UFRJ). 
Anteriormente, foi professor da Universidade Federal do Pará (UFPA), vereador de Belém, deputado estadual do Pará e deputado federal pelo mesmo estado.
É formado em engenharia mecânica pela UFPA, pós-graduado pelo Instituto Tecnológico de Aeronáutica (ITA) e mestre em Política e Planejamento Urbano pela UFRJ.

## Formação acadêmica
Filho de Urbano Ferreira de Araújo e de Mercedes Oliveira de Araújo, Babá graduou-se em engenharia mecânica pela Universidade Federal do Pará (UFPA) em 1977. Durante a graduação, foi oficial de justiça do Tribunal Regional do Trabalho da 8ª Região. Iniciou em 1978 uma pós-graduação em energia solar no Instituto Tecnológico de Aeronáutica (ITA). Em 1980, tornou-se professor da UFPA.

## Carreira Política
Entrou para o Partido dos Trabalhadores (PT) em 1981.
Como político, Babá foi vereador em Belém em 1989 e em 1990, deputado estadual de 1991 a 1998 e federal de 1999 a 2006. Foi militante da corrente Convergência Socialista até 1992 e a partir desse ano passou a militar na Corrente Socialista dos Trabalhadores (ambas trotskistas). Em 2003, foi expulso de seu partido, o PT, por discordar das ações do governo Lula.
Juntamente com a então senadora Heloísa Helena e a deputada federal Luciana Genro, também expulsas do PT, Milton Temer e outros ativistas políticos, juvenis, sindicais e populares, fundou o Partido Socialismo e Liberdade (PSOL).
Em 2004, transferiu seu domicílio eleitoral para o Rio de Janeiro para auxiliar na consolidação do partido criado. Em 2006 foi candidato a reeleição, obtendo 27.367 votos, passando a ser o primeiro suplente do da bancada do (PSOL-RJ) a partir de 1 de fevereiro de 2007. 
Em 2010, foi pré-candidato à presidência da República pelo PSOL.
Em 2012, foi candidato a vereador no município do Rio de Janeiro, obtendo 10.978 votos, e ocupando a primeira suplência pelo PSOL. Assumiu o mandato de vereador em 1º de fevereiro de 2015, devido a Eliomar Coelho (PSOL-RJ) ter sido eleito deputado estadual.
Durante o mandato de vereador, já foi premiado por duas vezes consecutivas como líder do Índice de Transparência Parlamentar, organizado pela Organização Não-Governamental Ação Jovem Brasil.
Nas eleições de 2016, recebeu 6.661 votos para o cargo de vereador, ficando como primeiro suplente da bancada do PSOL na Câmara Municipal do Rio de Janeiro. Assumiu o mandato em 26 de março de 2018, após o assassinato da vereadora Marielle Franco (PSOL).

## Desempenho em eleições
| Ano  | Eleição                     | Coligação ou Federação                                    | Partido | Candidata a       | Votos  | Resultado                |
| ---- | --------------------------- | --------------------------------------------------------- | ------- | ----------------- | ------ | ------------------------ |
| 1986 | Estadual do Pará            | sem coligação                                             | PT      | Deputado estadual | 2.625  | Não eleito (suplente)    |
| 1988 | Municipal de Belém          | sem coligação                                             | PT      | Vereador          |        | Eleito                   |
| 1990 | Estadual do Pará            | Frente Popular Novo Pará (PSDB, PT, PSB, PDT, PCB, PCdoB) | PT      | Deputado estadual | 4.934  | Eleito                   |
| 1994 | Estadual do Pará            | Frente Pará Popular (PT, PV, PSTU)                        | PT      | Deputado estadual | 10.538 | Eleito                   |
| 1998 | Estadual do Pará            | Frente do Povo (PT, PSB, PCdoB, PCB)                      | PT      | Deputado federal  | 32.415 | Eleito                   |
| 2002 | Estadual do Pará            | O Pará para todos (PT, PCB, PL, PMN, PCdoB)               | PT      | Deputado federal  | 57.136 | Eleito                   |
| 2006 | Estadual do Rio de Janeiro  | Frente de Esquerda (PSOL, PCB, PSTU)                      | PSOL    | Deputado federal  | 27.367 | Não eleito (1º suplente) |
| 2008 | Municipal do Rio de Janeiro | Frente Rio Socialista (PSOL, PSTU)                        | PSOL    | Vereador          | 8.010  | Não eleito (1º suplente) |
| 2012 | Municipal do Rio de Janeiro | sem coligação                                             | PSOL    | Vereador          | 10.978 | Não eleito (1º suplente) |
| 2014 | Estadual do Rio de Janeiro  | sem coligação                                             | PSOL    | Deputado federal  | -      | Candidatura indeferida   |
| 2016 | Municipal do Rio de Janeiro | Mudar é possível (PSOL, PCB)                              | PSOL    | Vereador          | 6.661  | Não eleito (1º suplente) |
| 2018 | Estadual do Rio de Janeiro  | Mudar é possível (PSOL, PCB)                              | PSOL    | Deputado federal  | 2.853  | Não eleito               |
| 2020 | Municipal do Rio de Janeiro | sem coligação                                             | PSOL    | Vereador          | 2.324  | Não eleito               |
| 2022 | Estadual do Rio de Janeiro  | Federação PSOL REDE (PSOL, REDE)                          | PSOL    | Deputado federal  | 827    | Não eleito (suplente)    |